# Kaagjärve
Kaagjärve är en ort i Estland. Den ligger i Karula kommun och landskapet Valgamaa, i den södra delen av landet, 200 km söder om huvudstaden Tallinn. Kaagjärve ligger 67 meter över havet och antalet invånare är 317.
Terrängen runt Kaagjärve är platt, och sluttar norrut. Runt Kaagjärve är det mycket glesbefolkat, med 4 invånare per kvadratkilometer. Närmaste större samhälle är Valka, 7,8 km väster om Kaagjärve. I omgivningarna runt Kaagjärve växer i huvudsak blandskog.